# 红灯照黄莲圣母停船场
红灯照黄莲圣母停船场位于中国天津市红桥区原侯家后归贾胡同北口的南运河岸边，是1900年天津义和团运动中的一支青年妇女组织——“红灯照”的坛口。1982年7月9日，天津市人民政府将“红灯照黄莲圣母停船场”遗址列为天津市市级重点文物保护单位，并于1994年8月在停船场处设立高2.40米的“红灯照黄莲圣母停船场”纪念碑。该遗址目前为天津市文物保护单位。

## 内部链接
- 义和团吕祖堂坛口遗址